# Amit Kumar
Amit Kumar (nacido el 3 de julio de 1952) es un rapero, cantante de playback, actor y director de cine y música indio. Es hijo del cantante y actor Kishore Kumar y de la cantante y actriz Ruma Guha Thakurta. Al igual que su padre, Amit amaba la música y desde su infancia solía cantar en ciertos eventos en Kolkata. Cuenta que en su niñez, se encontraba una vez actuando en un escenario, que había sido reservado por el actor Uttam Kumar. La gente al escucharlo, siguió solicitando que Amit continuara cantando. Información que más adelante, le llegó a su madre. Ella se quejó a Kishore Kumar, de que su hijo estaba interpretando canciones conocidos en la India como "Tenues". Al oír esto Kishore Kumar, decidió llevárselo a Bombay.
Antes de esto, Kishore Kumar había decidido dar permiso a Amit, para que pueda participar en dos películas aclamadas. Una de ellas fue "Door Gagan Ki Chhaon Mein". En la que interpretó un tema musical titulado "Aa chalke tujhe, mein leke chaloon". Más adelante Kishore Kumar, en una película titulada "Door Ka Raahi", cantó a dúo con su hijo Amit, cuando contaba unos 11 años de edad.
Amit ha interpretado muchas canciones de la película de Bollywood y regionales, desde la década de los años 1970, se fue a cantar de manera más activa en películas indias entre los años 1970 y 1994. Después de la muerte de RDBurman en 1994, ha sido citando por la falta de buena calidad en las composiciones, aunque Amit más adelante se retiró del género playback y se concentró a dedicarse en realizar shows en vivo como orquestas. Además de sus canciones interpretadas en Hindi, cantó en otros idiomas como en bengalí, bhojpuri, Odia, Assam, marathi, Konkani. Pues Amit, según los críticos, tiene una voz original de Kishore sin tener ningún contacto con la voz nasal, así como otros clones de Kishore. Aunque se apartó de la industria del cine a partir de 1994, ha sido subutilizado por diversos directores musicales, por su buena calidad de voz.

## Filmografía

### Como cantante de Playback
1. Himmatwala (2013) (playback singer)
2. I Found a Groom (2010) (playback singer) ..  aka "Dulha Mil Gaya" - India (original title)
3. My Name Is Anthony Gonsalves (2008) (playback singer)
4. Mumbai Salsa (2007) (playback singer)
5. Dhamaal (2007) (playback singer)
6. Victoria No  203: Diamonds Are Forever (2007) (playback singer)
7. Traffic Signal (2007) (playback singer)
8. Apna Sapna Money Money (2006) (playback singer)
9. Fight Club: Members Only (2006) (playback singer)
10. Chot [Aaj Isko, Kal Tereko] (2004) (playback singer)
11. Jhankaar Beats (2003) (playback singer)
12. Kabhi Khushi Kabhie Gham..  (2001) (playback singer) ..  aka "Happiness & Tears" - USA (DVD box title)
13. Raju Chacha (2000) (playback singer)
14. Beti No.1 (2000) (playback singer)
15. Shikari (2000) (playback singer)
16. Aaj Ka Nanha Farishta (2000) (playback singer)
17. Jai Shakumbhari Maa (2000) (playback singer)
18. Dillagi (1999) (playback singer)
19. Hum Tum Pe Marte Hain (1999) (playback singer)
20. Safari (1999) (playback singer)
21. Zulmi (1999) (playback singer)
22. Anari No.1 (1999) (playback singer)
23. Silsila Hai Pyar Ka (1999) (playback singer)
24. Benaam (1999) (playback singer)
25. Bade Miyan Chote Miyan (1998) (playback singer)
26. Angaaray (1998) (playback singer)
27. Vinashak - Destroyer (1998) (playback singer)
28. Mahaanta: The Film (1997) (playback singer)
29. Judaai (1997) (playback singer)
30. Judge Mujrim (1997) (playback singer)
31. Maidan-E-Jung (1995) (playback singer)
32. Mera Damad (1995) (playback singer)
33. Paandav (1995) (playback singer)
34. Janam Se Pehle (1994) (playback singer)
35. Bhagyawan (1994) (playback singer)
36. Chauraha (1994) (playback singer)
37. Gopalaa (1994) (playback singer)
38. Insaaf Apne Lahoo Se (1994) (playback singer)
39. Krantiveer (1994) (playback singer)
40. Zamane Se Kya Darna (1994) (playback singer)
41. Parwane (1993) (playback singer)
42. Izzat Ki Roti (1993) (playback singer)
43. Dil Ki Baazi (1993) (playback singer)
44. Roop Ki Rani Choron Ka Raja (1993) (playback singer)
45. Anupama (1993) (playback singer) ..  aka "The Peerless Girl" - India (English title)
46. Gunaah (1993) (playback singer)
47. Gurudev (1993) (playback singer)
48. Jaagruti (1993) (playback singer)
49. Jeevan Ki Shatranj (1993) (playback singer)
50. Kabhi Haan Kabhi Naa (1993) (playback singer)
51. Zakhmi Rooh (1993) (playback singer)
52. Zakhmo Ka Hisaab (1993) (playback singer)
53. Nishchaiy (1992) (playback singer)
54. Aaj Ka Goonda Raaj (1992) (playback singer)
55. Honeymoon (1992) (playback singer)
56. Ek Ladka Ek Ladki (1992) (playback singer)
57. Jo Jeeta Wohi Sikandar (1992) (playback singer)
58. Jaan Se Pyaara (1992) (playback singer)
59. Mr  Bond (1992) (playback singer)
60. Sarphira (1992) (playback singer)
61. Sahebzaade (1992) (playback singer)
62. Suryavanshi (1992) (playback singer)
63. Isi Ka Naam Zindagi (1992) (playback singer)
64. Naseebwaala (1992) (playback singer)
65. Pyar Hua Chori Chori (1992) (playback singer)
66. Jhoothi Shaan (1991) (playback singer)
67. Indrajeet (1991) (playback singer)
68. Do Matwale (1991) (playback singer)
69. Afsana Pyar Ka (1991) (playback singer)
70. Paap Ki Aandhi (1991) (playback singer)
71. Khoon Ka Karz (1991) (playback singer)
72. Farishtay (1991) (playback singer) ..  aka "Angels" - India (English title)
73. Vishnu-Devaa (1991) (playback singer)
74. Hum (1991) (playback singer)
75. 100 Days (1991) (playback singer)
76. Apmaan Ki Aag (1990) (playback singer)
77. Teri Talash Mein (1990) (playback singer)
78. Baaghi: A Rebel for Love (1990) (playback singer)
79. Thanedaar (1990) (playback singer)
80. Sailaab (1990) (playback singer)
81. Kasam Dhande Ki (1990) (playback singer)
82. C.I.D  (1990) (playback singer) (as Ameet Kumar)
83. Police Public (1990) (playback singer)
84. Naaka Bandi (1990) (playback singer)
85. Swarg (1990) (playback singer)
86. Kroadh (1990) (playback singer)
87. Baap Numbri Beta Dus Numbri (1990) (playback singer)
88. Zahreelay (1990) (playback singer)
89. Maha-Sangram (1990) (playback singer)
90. Izzatdaar (1990) (playback singer)
91. Jawani Zindabad (1990) (playback singer)
92. Karishma Kali Kaa (1990) (playback singer)
93. Khatarnaak (1990) (playback singer)
94. Pathar Ke Insan (1990) (playback singer)
95. ChaalBaaz (1989) (playback singer)
96. Kanoon Apna Apna (1989) (playback singer)
97. Shehzaade (1989) (playback singer)
98. Sikka (1989) (playback singer)
99. Aag Se Khelenge (1989) (playback singer)
100. Toofan (1989) (playback singer)
101. Dost (1989) (playback singer)
102. Khoj (1989) (playback singer)
103. Tridev (1989) (playback singer)
104. Abhimanyu (1989) (playback singer)
105. Rakhwala (1989) (playback singer) (as Amith Kumar)
106. Ilaaka (1989) (playback singer)
107. Do Qaidi (1989) (playback singer)
108. Akanksha (1989) (TV) (playback singer)
109. Jaaydaad (1989) (playback singer)
110. Mitti Aur Sona (1989) (playback singer)
111. Criminal (1989/I) (playback singer) ..  aka "Mujrim" - India (original title)
112. Ram Lakhan (1989) (playback singer)
113. Taaqatwar (1989) (playback singer)
114. Rama O Rama (1988) (playback singer)
115. Maalamaal (1988) (playback singer)
116. Hero Hiralal (1988) (playback singer)
117. Khatron Ke Khiladi (1988) (playback singer)
118. Jeete Hain Shaan Se (1988) (playback singer)
119. Qatil (1988) (playback singer)
120. Pyaar Karke Dekho (1987) (playback singer)
121. Khazana (1987) (playback singer)
122. The Dungeon (1986) (playback singer) ..  aka "Tahkhana" - India (original title)
123. Ilzaam (1986) (playback singer)
124. Jeeva (1986) (playback singer)
125. Love 86 (1986) (playback singer)
126. Maa Kasam (1985) (playback singer)
127. Aakhir Kyon? (1985) (playback singer)
128. Misaal (1985) (playback singer)
129. Yudh (1985) (playback singer)
130. 3D Saamri (1985) (playback singer) ..  aka "Satan" - India (English title)
131. Samay Bada Balwan (1985) (playback singer)
132. Love Marriage (1984) (playback singer)
133. Saaransh (1984) (playback singer)
134. Farishta (1984) (playback singer)
135. All Rounder (1984) (playback singer)
136. Jawaani (1984) (playback singer)
137. Lovers (1983) (playback singer)
138. Mahaan (1983) (playback singer)
139. Love in Goa (1983) (playback singer)
140. Nastik (1983) (playback singer)
141. Haadsaa (1983) (playback singer)
142. Anokha Bandhan (1982) (playback singer)
143. Teri Maang Sitaron Se Bhar Doon (1982) (playback singer)
144. Teri Kasam (1982) (playback singer)
145. Desh Premee (1982) (playback singer)
146. Ustadi Ustad Se (1982) (playback singer)
147. Hamari Bahu Alka (1982) (playback singer)
148. Apradhi Kaun? (1982) (playback singer) ..  aka "Who Is the Criminal?" - India (English title)
149. Bheegi Palkein (1982) (playback singer)
150. Thirst (1982) (playback singer) ..  aka "Pyaas" - India (original title)
151. Gehra Zakhm (1981) (playback singer)
152. Fiffty Fiffty (1981) (playback singer)
153. Hotel (1981) (playback singer)
154. Itni Si Baat (1981) (playback singer)
155. Dhuaan (1981) (playback singer)
156. Love Story (1981) (playback singer)
157. Sansani: The Sensation (1981) (playback singer)
158. Hum Paanch (1980) (playback singer)
159. Neeyat (1980) (playback singer)
160. Saboot (1980) (playback singer)..  aka "The Evidence" - India (English title)
161. Guest House (1980) (playback singer)
162. Judaai (1980) (playback singer)
163. Duniya Meri Jeb Mein (1979) (playback singer)
164. Gol Maal (1979) (playback singer)
165. Hamare Tumhare (1979) (playback singer)..  aka "Hamaare Tumhare" - USA (DVD box title)
166. Shabhash Daddy (1979) (playback singer)
167. Kasme Vaade (1978) (playback singer)..  aka "The Sworn Promises" - India (English title)
168. Ganga Ki Saugand (1978) (playback singer)
169. Darwaza (1978) (playback singer)..  aka "The Door" - India (English title)
170. Nasbandi (1978) (playback singer)
171. Des Pardes (1978) (playback singer)
172. Khatta Meetha (1978) (playback singer)
173. Parvarish (1977) (playback singer)
174. Ek Hi Raasta (1977) (playback singer)..  aka "The Only Road" - India (English title)
175. Sandhya Tara (1977) (playback singer)
176. Dhongee (1976) (playback singer)
177. The Young Wife (1976) (playback singer)..  aka "Balika Badhu" - India (original title)
178. Deewaangee (1976) (playback singer)
179. Galpa Helebi Sata (1976) (playback singer)
180. Qaid (1975) (playback singer)
181. Chori Mera Kaam (1975) (playback singer)
182. Aandhi (1975) (playback singer)..  aka "Storm" - International (English title) (informal literal title)
183. Anokha (1975) (playback singer)
184. Badhti Ka Naam Dadhi (1974) (playback singer)

### Bandas sonoras
- In Production

1. Osama (2011) (post-production) ("Jo Kadam Uthaa Liya")
2. My Name Is Anthony Gonsalves (2008) (performer: "Jaane Maula, Jaane Khuda")
3. Mumbai Salsa (2007) (performer: "Pyaar Se - II")
4. Dhamaal (2007) (performer: "Chandani Raat Hai Saiyan", "Chandani Raat Hai Saiyan - Remix", "Miss India Martee Mujhpe")
5. Traffic Signal (2007) (performer: "Hat Baju Yeh Mumbai Hai")
6. Page 3 (2005) (performer: "Filmy Very Filmy")
7. Kabhi Khushi Kabhie Gham..  (2001) (performer: "Bole Chudiyan") ..  aka "Happiness & Tears" - USA (DVD box title)
8. Raju Chacha (2000) (performer: "Dil Dil", "Kahin Se Aayi Rani")
9. Beti No.1 (2000) (performer: "Dil Ki Dhadkan")
10. Dillagi (1999) (performer: "Koi Nahin Aisa")
11. Bade Miyan Chote Miyan (1998) (performer: "Makhna", "Deta Jai Jo Jore (part1))
12. Angaaray (1998) (performer: "Ik Baata Bata Mere Yaara")
13. Judge Mujrim (1997) (performer: "Laila Laila")
14. Nishchaiy (1992) (performer: "Dekho Dekho Tum, Ho Gaya Main Gum", "Nayee Surahi Taza Paani", "Kisi Haseen Yaar Ki Talash Hai", "Sun Mere Sajna, Sun Re")
15. Jo Jeeta Wohi Sikandar (1992) (performer: "Naam Hai Mera Fonseca")
16. Khoon Ka Karz (1991) (performer: "Toh Picture Hit Ho Jaye", "Kabhi Tum Hamse Karo")
17. Apmaan Ki Aag (1990) (performer: "Badli Badli Chaal Hai")
18. Teri Talash Mein (1990) (performer: "Le Dhooba Dhooba, Mein Dhooba Dhooba")
19. Baaghi: A Rebel for Love (1990) (performer: "Kaisa Lagta Hai", "Kaisa Lagta Hai (Sad)", "Maang Teri Saja Doonga", "Tap Tap Tapori")
20. Kasam Dhande Ki (1990) (performer: "Mehnat Ki Roti Khata Rahunga", "Hum Bholega, Bholega", "Milke Rahenge, Milke Rahenge")
21. Baap Numbri Beta Dus Numbri (1990) (performer: "Baap Numbri Toh Beta Dus Numbari", "Narangi Mausambi Kuch Bhi Pila De")
22. Awwal Number (1990) (performer: "Yeh Hai Cricket")
23. Maalamaal (1988) (performer: "Maal Hai To Taal Hai, Varna Tu Kangal Hai")
24. Khazana (1987) (performer: "Hum Tabiyat Ke Bade Rangeen")
25. Love 86 (1986) (performer: "Aai Hai Baraat To Doli Lekar Jayenge")
26. Lovers (1983) (performer: "Tu Mauj Me Hoon Kinara, Milan Kab Hoga Hamara", "Aaa Paas Teri Baali Umar Ko Choom Loo", "Aaa Mulaqaton Ka Mausam Aa Gaya")
27. Teri Kasam (1982) (performer: "Dil Ki Baat", "Geet Woh Hai", "Hum Jis Raaste Pe", "Kya Hua Ik Baat", "Mere Geeton Mein", "Yeh Zameen Ga Rahi Hai")
28. Ashanti (1982) (performer: "Dil Diya Hai Dil Liya")
29. Ustadi Ustad Se (1982) (performer: "Duniya Zamana Dekha, Dekhe Sau Thikane Tumse Nahin Mila")
30. Maine Jeena Seekh Liya (1982) (performer: "Pal Do Pal Ki Zindagi Mein", "Chehera Kamal Hai Aapka, Ankhon Mein Hai Sharaab")
31. Thirst (1982) (performer: "OM NAMAH SHIVAYE") ..  aka "Pyaas" - India (original title)
32. Love Story (1981) (performer: "Dekho Maine Dekha Hai", "Kaisa Tera Pyar", "Teri Yaad Aa Rahi Hai", "Yeh Ladki Zarasi Diwani")
33. Duniya Meri Jeb Mein (1979) (performer: "Dekh mausam kahey raha hai, bahon me aakey meri jhool jaa, maan ya na maan meri baat, mausam ki toh maan le yaar")
34. Hamare Tumhare (1979) (performer: "Averill Park") ..  aka "Hamaare Tumhare" - USA (DVD box title)
35. Kasme Vaade (1978) (performer: "Aati rahengi bahaaren", "Kal Kya Hoga Kisko Pata", "Aathi Rahengi Baharen")..  aka "The Sworn Promises" - India (English title)
36. Des Pardes (1978) (performer: "Nazar Lage Na Saathiyon")
37. The Young Wife (1976) (performer: "Badey Aachey Lagtein Hain")..  aka "Balika Badhu" - India (original title)
38. Deewaangee (1976) (performer: "Haseenon Ke Chakkar Me Padna Nahin, Bewafaon Ki Khatir Bigadna Nahin")
39. Anokha (1975) (performer: "Meri batonse tum bore ho gai ho to hum baat nahin karega, jis cheez ka tumko dar hai darling woh bhi nahin karega")
40. Badhti Ka Naam Dadhi (1974) (performer: "Apne Bas Ki Baat Nahin Hai.  Pyar Vyar Ka Chakkar")

### Como actor
1. Mamta Ki Chaon Mein (1989)
2. Chalti Ka Naam Zindagi (1982) ...  Amit/Johnny
3. Shabhash Daddy (1979)
4. Badhti Ka Naam Dadhi (1974) ...  Fakkad 'Jhango'
5. Door Ka Raahi (1971)
6. Door Gagan Ki Chaon Mein (1964)

### Como productor
1. Traffic Signal (2007) (production manager) (as Amitkumar)

### Como director
1. Mamata Ki Chhaon Mein (1989)

## Famosas canciones
1. "Dilrubaon ke jalwe" (Dulha Mil Gaya, 2009 / 2010)
2. "Main ek panchhi" (Door Ka Raahi)
3. "Main jis din bhula dun" (Police Public)
4. "Teri yaad aa rahi hai" (Love Story, 1981)
5. "Dekho maine dekha hai ye ek sapna" (Love Story, 1981)
6. "Aankho mein band karloon" (Sangdil Sanam)
7. "Aankhon mein band karloon" (Sad version) (Sangdil Sanam)
8. "One two three give me a kiss" (Sangdil Sanam)
9. "Sanam sangdil sanam" (Sangdil Sanam)
10. "Aap ko dekh ke" (Kishen Kanhaiya)
11. "Ye zameen gaa rahi hai" (Teri Kasam)
12. "Bade acche lagate hain" (Balika Badhu, (1976))
13. "Bombay shehar" (Haadsa, 1983)
14. "Deewana dil deewana (Kabhi Haan Kabhi Naa, with Udit Narayan)
15. "Sacchi Ye Kahani hai.. Kaise Don" (Kabhi Haan Kabhi Naa)
16. "Dil dil dil le liya" (Bhagyawan)
17. "Nazrein mili (Afsana Pyaar Ka)
18. "Aashiq deewana" (Afsana Pyaar Ka)
19. "Tip tip tip baarish" (Afsana Pyaar Ka)
20. "Pehla Pehla Pyar Hai" (1988 Film: Woh Phir Aayegi. With Anuradha Paudwal)
21. "Tu rootha toh mein ro doongi sanam" (Jawaani, 1984 film)
22. "Dil mein bajey guitar" (Apna Sapna Money Money with Mika)
23. "Koi nahin aisa" (Dillagi)
24. "Makhna" (Bade Miyan Chote Miyan)
25. "Kehh do ke tum ho meri varna" (Tezaab)
26. "Jaan-e-mann jaan-e-jigar" (Ghazab, 1982)
27. "Laila o Laila" (Qurbani, 1980)
28. "Aati rahengi bahaarein" (Kasme Vaade with Kishore Kumar and Asha Bhosle)
29. "Gabbar Singh yeh keh gaya" (100 Days, 1991)
30. "Le le dil de de dil" (100 Days, 1991)
31. "Hum Aur Tum Ab Nahin Paraye" (Jamai Raja, 1990, with Alka Yagnik)
32. "Ek do teen" (Tezaab)
33. "Oye oye- Tirchi topi waaley" (Tridev, 1989, with Sapna Mukherjee)
34. "Main hoon hero" (Ram Lakhan)
35. "Jao tum chahe jahan / Yaad karoge vahan" (Narsimha, 1991)
36. "Na jaane kahan se ayeeh" (Chaalbaaz)
37. "Kaisa lagta hai" (Baaghi: A Rebel for Love, with Anuradha Paudwal)
38. "Maang teri saja doon" (Baaghi: A Rebel for Love, with Anuradha Paudwal)
39. "Tap tap tapori" (Baaghi: A Rebel for Love)
40. "Rama o Rama" (Rama O Rama)
41. "Roz roz aankho tale" (Jeeva)
42. "Sanam mere sanam" (Hum)
43. "Suno suno ladkiyon" (Silsila Hai Pyar Ka, 1999)
44. "Uthe sabke kadam" (Baton Baton Mein)
45. "Na bole tum na maine kuch kaha" (Baton Baton Mein)
46. "Salma pe dil aa gaya" (Salma Pe Dil Aa Gaya, Title song)
47. "Le jhing kur kur" (Olot Palot - Bangla Film 2009)
48. "Ms. India marti mujhpe" (Dhamaal with Adnan Sami)
49. "Juhi ne dil maanga main nakkho bola" (Ehsaas: The Feeling, 2001)
50. "Chori ki baatein" (Fight Club – Members Only, 2006, with Shweta Pandit)
51. "Yeh raat yeh tanhaiyaan" (Gunaah—1993 film, with Sadhana Sargam)
52. "Vinashak aatha hai" (Vinashak – Destroyer, (1998))
53. "Aana re aana re dil yeh deewana re" (Gurudev (film), 1993, with Asha Bhosle and Shailender Singh)
54. "Ek din tera dheere se dharwaja kholunga" (Gurudev, 1993)
55. "Dheere dheere dheere chori chori chori (Imtihaan, 1995, with Alka Yagnik)
56. "Chal naujawaan aage chal" (Jaagruti, 1992)
57. "Dil jigar ke jaan" (Jaanam, 1992, with Anuradha Paudwal)
58. "Teri chahat ke siva" (Jaanam, 1992, with Anuradha Paudwal)
59. "Humein tumse pyaar kitna" (Jhankaar Beats, 2002, with K. K.)
60. "Maalum hai kya" (Jhankaar Beats, 2002, with Vishal Dadlani)
61. "Rukh rukh rukhna" (Jhankaar Beats, 2002, with Vishal Dadlani)
62. "Naam hai mera Fonseca" (Jo Jeeta Wohi Sikandar, 1992)
63. "Aaya main aaya" (Maha-Sangram, 1990, with Udit Narayan)
64. "Aa baahon mein aa" (Maha-Sangram, 1990, with Anuradha Paudwal)
65. "Filmy very filmy" (Page 3, 2005, with Blaaze and Tannishtha Chatterjee)
66. "Aadhi raat ko" (Parampara (film), with Lata Mangeshkar)
67. "Dil dil ka yeh kaam hai" (Raju Chacha, 2000)
68. "Kahin se ayi Rani" with (Raju Chacha, 2000, with Kavita Krishnamurthy, Shweta Pandit, Shrraddha Pandit and Kajol)
69. "Tu roop ki rani tu choron ka raja" (Roop Ki Rani Choron Ka Raja, 1993, with Kavita Krishnamurthy)
70. "Chai mein chini" (Roop Ki Rani Choron Ka Raja, 1993, with Kavita Krishnamurthy)
71. "Parda utha" (Roop Ki Rani Choron Ka Raja, 1993, with Kavita Krishnamurthy)
72. "Aala re paoos aala" (Safari, 1999, with Alka Yagnik)
73. "Kajal kajal teri aankhon ka yeh kajal" (Sapoot with Asha Bhosle)
74. "Jaane de jaane de" (Shola Aur Shabnam, 1992, with Kavita Krishnamurthy)
75. "Tere liye saari umar jaagun" (Yaad Rakhegi Duniya, 1992)
76. "Gali gali mein gana" (Yaad Rakhegi Duniya, 1992)
77. "Tooti khidki makdi ka jangla" (Yaad Rakhegi Duniya, 1992, with Kavita Krishnamurthy)
78. "Pyaar bada mushkil hai" (Yodha, 1990)
79. "Do bechare" (Victoria No. 203, 2007, with Udit Narayan)
80. "Dil le gayi teri bindiya" (Vishwatma, 1992, with Sapna Mukherjee)
81. "Bole chudiyan" (Kabhi Khushi Kabhie Gham..., 2001, with Kavita Krishnamurthy, Alka Yagnik, Sonu Nigam and Udit Narayan)
82. "Salma Pe Dil Aa Gaya" (Title Song, 1997, with Asha Bhosle, Kumar Sanu and Udit Narayan)